# Yim Kyung-jin
Yim Kyung-jin (kor. 임경진; * 23. April 1978, vormals Yim Jae-eun (kor. 임재은)) ist eine ehemalige Badmintonspielerin aus Südkorea.

## Sportliche Karriere
Yim Kyung-jin nahm an den Olympischen Sommerspielen 2000 teil und belegte dort Platz neun im Damendoppel mit Lee Hyo-jung. Die Asienmeisterschaft 2000 gewannen beide gemeinsam im Doppel. 2010 siegte sie im Damendoppel bei den Singapur International. Unter dem Namen Yim Jae-eun gewann sie bei den südkoreanischen Meisterschaften 1996 Bronze im Damendoppel mit Chung Jae-hee. Ein Jahr später erkämpfte sie sich Silber im Mixed mit Lee Dong-soo ebenso wie 1998. 1998 gewann sie auch Silber im Damendoppel.

## Sportliche Erfolge
| Saison | Veranstaltung                | Disziplin   | Platz | Name                          |
| ------ | ---------------------------- | ----------- | ----- | ----------------------------- |
| 1995   | German Juniors               | Mixed       | 1     | Kim Yong-hyun / Yim Kyung-jin |
| 1996   | German Juniors               | Damendoppel | 1     | Yim Kyung-jin / Park So Yeon  |
| 1996   | German Juniors               | Mixed       | 1     | Kim Yong-hyun / Yim Kyung-jin |
| 1996   | Südkoreanische Meisterschaft | Damendoppel | 3     | Yim Jae-eun / Chung Jae-hee   |
| 1997   | Chinese Taipei Open          | Mixed       | 5     | Ha Tae Kwon / Yim Kyung-jin   |
| 1997   | Indonesia Open               | Mixed       | 5     | Lee Dong-soo / Yim Kyung-jin  |
| 1997   | Japan Open                   | Mixed       | 5     | Ha Tae-kwon / Yim Kyung-jin   |
| 1997   | Chinese Taipei Open          | Damendoppel | 1     | Park Soo-yun / Yim Kyung-jin  |
| 1997   | Südkoreanische Meisterschaft | Mixed       | 2     | Lee Dong-soo / Yim Jae-eun    |
| 1998   | Südkoreanische Meisterschaft | Mixed       | 2     | Lee Dong-soo / Yim Jae-eun    |
| 1998   | Südkoreanische Meisterschaft | Damendoppel | 2     | Yim Jae-eun / Chung Jae-hee   |
| 1998   | Asienmeisterschaft           | Damendoppel | 3     | Yim Kyung-jin / Chung Jae-hee |
| 1998   | Asienspiele                  | Mixed       | 2     | Lee Dong-Soo / Yim Kyung-jin  |
| 1999   | Norwegian International      | Damendoppel | 1     | Lee Hyo Jung / Yim Kyung-jin  |
| 1999   | Norwegian International      | Mixed       | 1     | Kim Yong-hyun / Yim Kyung-jin |
| 1999   | Hungarian International      | Mixed       | 1     | Kim Yong-hyun / Yim Kyung-jin |
| 1999   | Hungarian International      | Damendoppel | 1     | Lee Hyo-jung / Yim Kyung-jin  |
| 1999   | Hong Kong Open               | Damendoppel | 3     | Lee Hyo-jung / Yim Kyung-jin  |
| 1999   | China Open                   | Damendoppel | 3     | Lee Hyo-jung / Yim Kyung-jin  |
| 2000   | Asienmeisterschaft           | Damendoppel | 1     | Lee Hyo-jung / Yim Kyung-jin  |
| 2000   | Chinese Taipei Open          | Damendoppel | 5     | Lee Hyo-jung / Yim Kyung-jin  |
| 2000   | Swiss Open                   | Damendoppel | 3     | Lee Hyo-jung / Yim Kyung-jin  |
| 2000   | Japan Open                   | Damendoppel | 3     | Lee Hyo-jung / Yim Kyung-jin  |
| 2003   | All England                  | Damendoppel | 3     | Lee Kyung-won / Yim Kyung-jin |
| 2003   | Swiss Open                   | Damendoppel | 3     | Lee Kyung-won / Yim Kyung-jin |
| 2010   | Singapur International       | Damendoppel | 1     | Yim Jae-eun / Lee Se-rang     |